# 阿巴瓦河
阿巴瓦河是拉脫維亞的河流，位於該國西部，屬於文塔河的右支流，河道全長129公里，流域面積2,300平方公里，集水區一半土地被森林覆蓋，流量每秒2.2立方米。